# Babaji (hindoeïsme)
Babaji betekent "geachte vader" in het Hindi. Met Babaji wordt in het hindoeïsme en in India algemeen de Christus-achtige verschijning van de goeroe Babaji aangeduid. Deze goeroe zou volgens de verhalen rond de Himalaya verblijven, maar kan volgens gelovigen waar dan ook aangeroepen worden in gebed en meditatie. Het met ontzag uitspreken van deze naam zou de spreker weldra een zegening schenken.
Mahavatar Babaji leverde volgens Paramahansa Yogananda in zijn boek Biografie van een Yogi de kriya yoga over aan Lahiri Mahasaya. Via de lijn van Swami Yogananda zou later veel van de kennis van yoga over de gehele wereld verspreid worden.
Babaji is een nummer van de band Supertramp, verschenen op het album Even in the Quietest Moments uit 1976.